# Urh Kastelic
Urh Kastelic (Brežice, 27. veljače 1996.), slovenski rukometni vratar. Trenutačno nastupa za PPD Zagreb i Slovensku rukometnu reprezentaciju.

## Karijera
U mladosti je branio za Krško, kasnije za Slovan iz Ljubljane. Godine 2012. potpisao je na pet godina za Celje za koji nije puno igrao, već je sezonu 2013./14. proveo na posudbama u ljubljanskom Slovanu, a između 2015. i 2017. u Braniku iz Maribora, za koji je 2015. igrao u Kupu EHF-a. Prvu polovinu 2017. godine igrao je za mađarski Pick Szeged.
S mlađeadetskom slovenskom momčadi osovjio je zlatno odličje na Olimpijskom festivau mladih 2013. u Utrechtu, na kojemu je ostvario 26 obrana. Dvije godine kasnije osvojio je srebrno odličje na Olimpijskim igrama mladih u Rusiji. Sa 114 obrana upisao se među najbolje vratare turnira.
Na prvom međunarodnom seniorskom nastupu osvojio je brončano odličje na Svjetskom prvenstvu u Francuskoj 2017. Iako je na Europskom prvenstvu u Hrvatskoj 2018. odigrao samo dvije utakmice, u njima je skupio 22 obrane iz 54 udarca na gol, zbog čega je s 41% obrana bio proglašen najboljim vratarom prvenstva.